# The Man Who (album)
Pour les articles homonymes, voir The Man Who.
Albums de Travis
Good Feeling
(1997) The Invisible Band
(2001)
The Man Who est le 2e album du groupe de rock écossais Travis, sorti en 1999. Cet album propulsa le groupe vers une renommée européenne.

## Liste des pistes
1. Writing to Reach You
2. The Fear
3. As You Are
4. Driftwood
5. The Last Laugh of the Laughter
6. Turn
7. Why Does It Always Rain on Me?
8. Luv (Healy-Seymour)
9. She's So Strange
10. Slide Show
11. Blue Flashing Light (piste cachée)

- La version américaine de l'album contient en plus les chansons 20 et Only Molly Knows